# قانون الأعداد الكبيرة

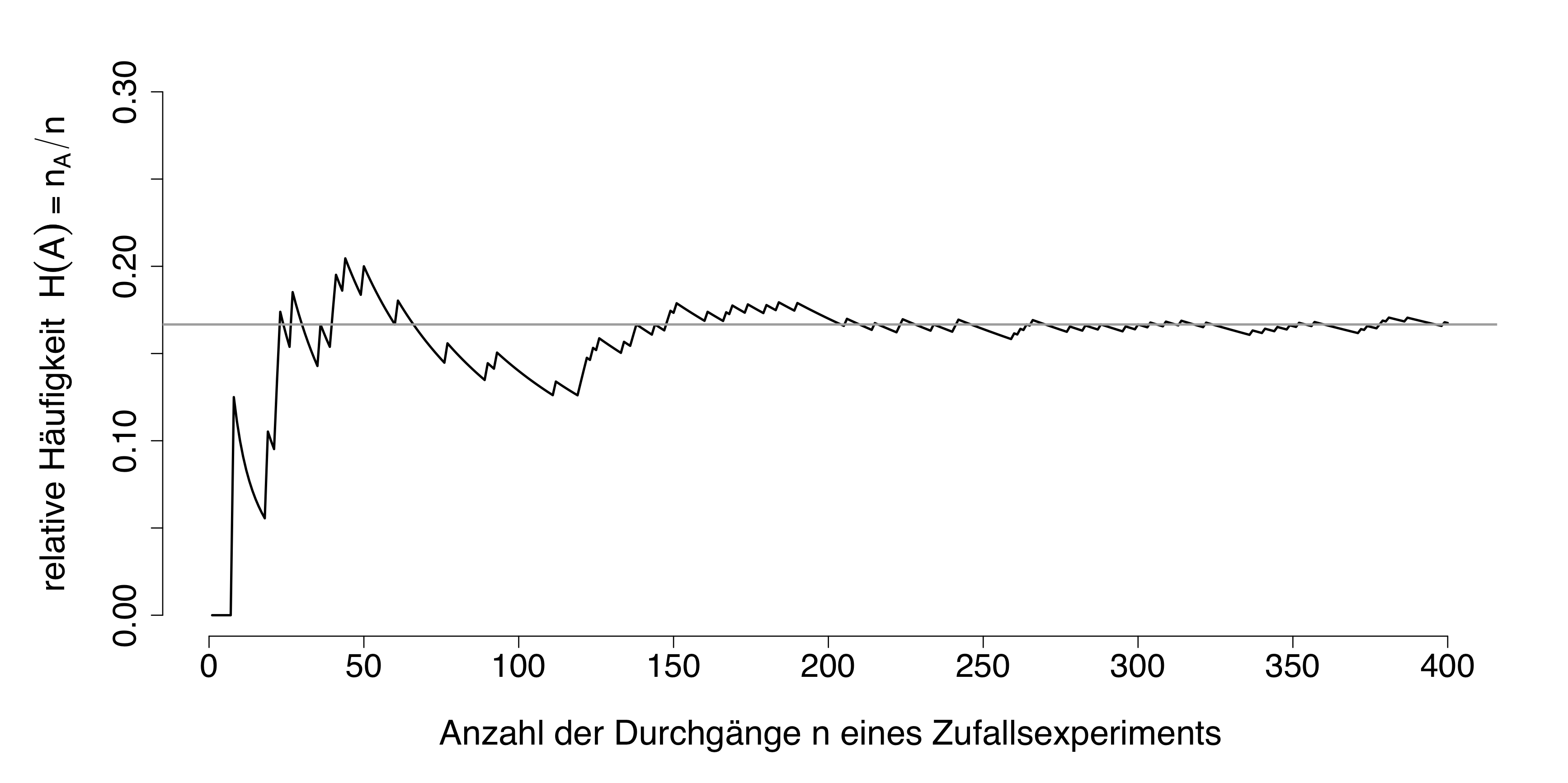

يقول قانون الأعداد الكبيرة بأن التردد النسبي لحادثة عشوائية يقترب أكثر فأكثر من احتمالها النظري مع ازدياد عدد مرات إعادة تجربة عشوائية۔

## مثال
رمي درهم:
| عدد الرميات | عدد ظهور الصورة | عدد ظهور الصورة | نسبة  | نسبة           | البعد المطلق | البعد النسبي |
| عدد الرميات | نظري            | تطبيقي (مشاهد)  | نظري  | تطبيقي (مشاهد) | البعد المطلق | البعد النسبي |
| ----------- | --------------- | --------------- | ----- | -------------- | ------------ | ------------ |
| 100         | 50              | 48              | 0٫500 | 0٫480          | 2            | 0٫020        |
| 1٬000       | 500             | 491             | 0٫500 | 0٫491          | 9            | 0٫009        |
| 10٬000      | 5٬000           | 4٬970           | 0٫500 | 0٫497          | 30           | 0٫003        |

## قانون الأعداد الكبيرة الضعيف
يسمى قانون الأعداد الكبيرة الضعيف قانون خينتشين أيضا۔
مبرهنة — {\displaystyle \forall \varepsilon >0,\quad \lim _{n\to +\infty }\mathbb {P} \left(\left|{\frac {X_{1}+X_{2}+\cdots +X_{n}}{n}}-E(X)\right|\geq \varepsilon \right)=0}

## هوامش
1. ↑  Хинчин, Александр Яковлевич